# Olivia Holt
Olivia Hastings Holt (n. 5 august 1997) este o actriță, cântăreață și model  americană. Ea este cel mai bine cunoscută pentru interpretarea personajului Kim Crawford în serialul de la Disney XD, Bătăușii Wasabi, și pentru rolul său în filmul original de la Disney Channel, Fată contra monstru. În prezent, Holt o interpretează pe Lindy Watson în serialul original de la Disney Channel Nu-i vina mea!.

## Viața personală
Holt s-a născut în Germantown, Tennessee, părinții ei fiind Mark și Kim Holt. Ea are o soră mai mare, Morgan (n. 27 decembrie 1990) și un frate mai mic numit Cade (n. 16 iulie 2001). La vârsta de trei ani, familia sa s-a mutat în Nesbit, Mississippi, unde Holt a crescut după ce a trăit puțin timp în Memphis, Tennessee. Holt a fost pasionată dintotdeauna de gimnastică și majorete, și în prezent apare în serialul original de la Disney Channel, Nu-i vina mea!.
Ea locuiește în prezent în Los Angeles, California cu familia sa și merge la o școală de culinărie.

## Cariera
Holt și-a început cariera ca actriță când a început să joace în producții teatrale locale. Ea a apărut în diferite reclame, incluzând cele pentru Hasbro, Kidz Bop 14, Mattel, păpușile Bratz, Littlest Pet Shop, și producte Girl Gourmet.
Holt a audiționat pentru serialul despre arte marțiale, Bătăușii Wasabi de la Disney XD, care a avut premiera în 2011. Exersându-și abilitățile în gimnastică, ea a primit un telefon de la producătorii serialului și s-a alăturat distribuției tot în același an. Ea a interpretat personajul Kim Crawford în serial din 2011 până în 2014. Holt a apărut și în filmul original de la Disney Channel, Fată contra monstru. Ea a interpretat personajul principal, Skylar Lewis, o fată adolescentă care descoperă că părinții ei sunt vânători de monștrii, iar ea le este moștenitoare. Filmul a avut premiera în Statele Unite în 2012. Ea a înregistrat trei cântece pentru film, care au fost lansate ca parte a benzii sonore Make Your Mark: Ultimate Playlist. De asemenea, ea a înregistrat propria sa versiune a cântecului „Winter Wonderland” pentru albumul Disney Channel Holiday Playlist în 2012.
În prezent, Holt joacă în serialul original de la Disney Channel, Nu-i vina mea!, împreună cu Austin North, Piper Curda, Sarah Gilman și Peyton Clark. Producția pentru serial a început în 2013, iar el a avut premiera în 2014.
Pe data de 7 octombrie 2014, Holt a anunțat că a semnat un contract de înregistrări cu Hollywood Records.

## Filmografie
| An           | Titlu               | Rol            | Note                                                       |
| ------------ | ------------------- | -------------- | ---------------------------------------------------------- |
| 2010         | Disney XD's My Life | Ea însăși      | Documentar Disney XD                                       |
| 2011–14      | Bătăușii Wasabi     | Kim            | Rol principal (Sezonul 1–3); Apariție specială (Sezonul 4) |
| 2013         | Totul pentru dans   | Tânăra Georgia | „My Bitter Sweet 16 It Up” (Sezonul 3, Episodul 22)        |
| 2014–prezent | Nu-i vina mea!      | Lindy Watson   | Rol principal                                              |

| An   | Titlu               | Rol          | Note                               |
| ---- | ------------------- | ------------ | ---------------------------------- |
| 2009 | Black & Blue        | Claire       | Film scurt                         |
| 2012 | Fată contra monstru | Skylar Lewis | Film de televiziune; rol principal |

| An   | Titlu | Rol            | Note                                                             |
| ---- | ----- | -------------- | ---------------------------------------------------------------- |
| 2011 | KARtv | Gazdă invitată | „Jingle Bell Rock by Rockboard Scooters” (Sezonul 1, Episodul 3) |

## Discografie

### Single-uri cu colaborări
| Titlu                                                     | An   | Album |
| --------------------------------------------------------- | ---- | ----- |
| „Do You Want to Build a Snowman?” (cu alte vedete Disney) | 2014 | N/A   |

### Single-uri promoționale
| Titlu               | An   | Album |
| ------------------- | ---- | ----- |
| „Carry On”          | 2014 | N/A   |
| „Time of Our Lives” | 2014 | N/A   |

### Apariții pe albume
| Titlu                              | An   | Alți artiști | Album                             |
| ---------------------------------- | ---- | ------------ | --------------------------------- |
| „Winter Wonderland”                | 2012 | N/A          | Disney Channel Holiday Playlist   |
| „Bumpin”                           | 2012 | David Monroe | The Live!                         |
| „Had Me @ Hello”                   | 2012 | N/A          | Make Your Mark: Ultimate Playlist |
| „Fearless”                         | 2012 | N/A          | Make Your Mark: Ultimate Playlist |
| „Nothing's Gonna Stop Me Now”      | 2012 | N/A          | Make Your Mark: Ultimate Playlist |
| „These Boots Are Made for Walkin'” | 2013 | N/A          | Shake It Up: I <3 Dance           |
| „Snowflakes”                       | 2013 | N/A          | Holidays Unwrapped                |

## Premii și nominalizări
| An   | Premiu                    | Categorie         | Nominație        | Rezultat |
| ---- | ------------------------- | ----------------- | ---------------- | -------- |
| 2013 | Radio Disney Music Awards | „Best Crush Song” | „Had Me @ Hello” | Câștigat |